# Dianthus nitidus
Dianthus nitidus är en nejlikväxtart. Dianthus nitidus ingår i släktet nejlikor, och familjen nejlikväxter.

## Underarter
Arten delas in i följande underarter:
- D. n. lakusicii
- D. n. nitidus

## Bildgalleri

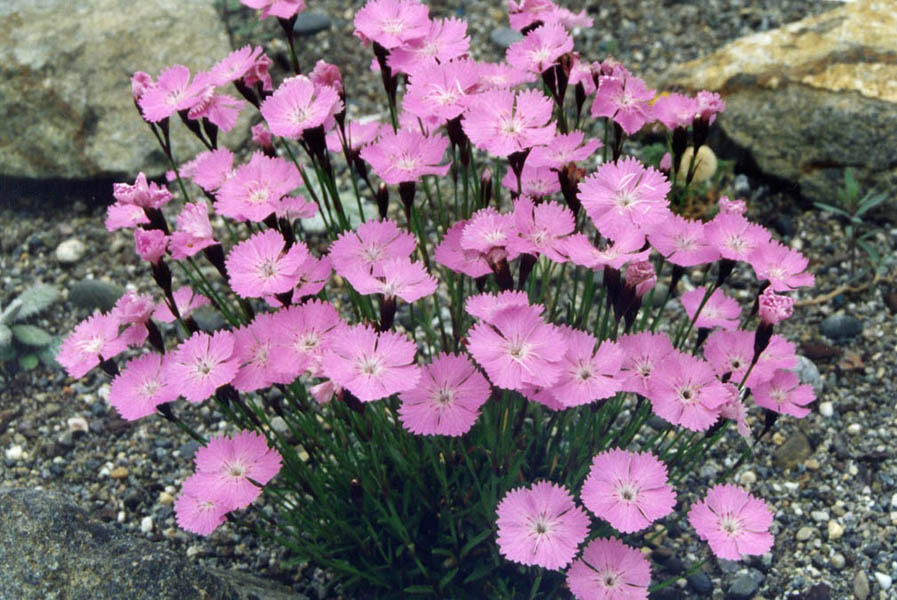
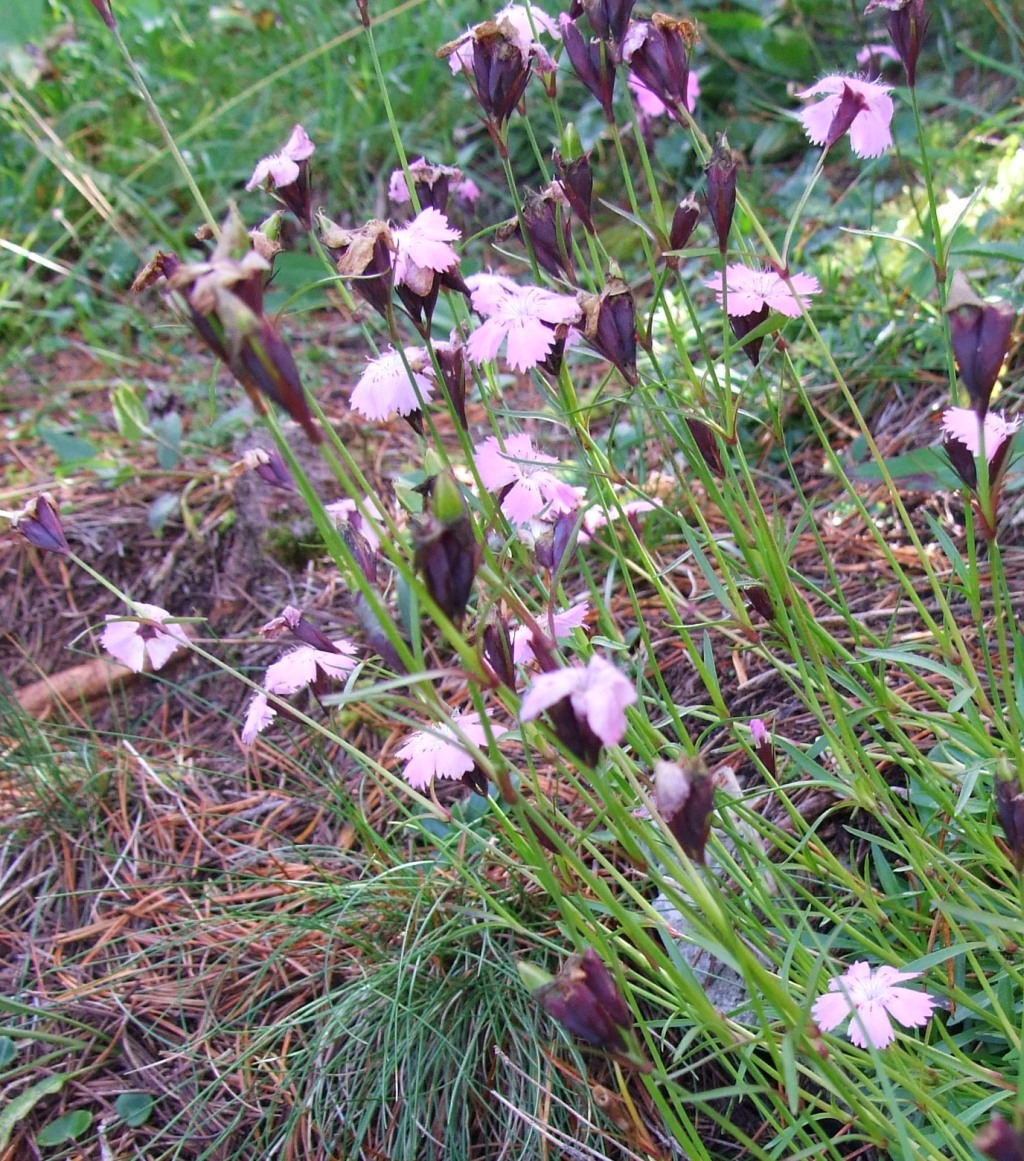
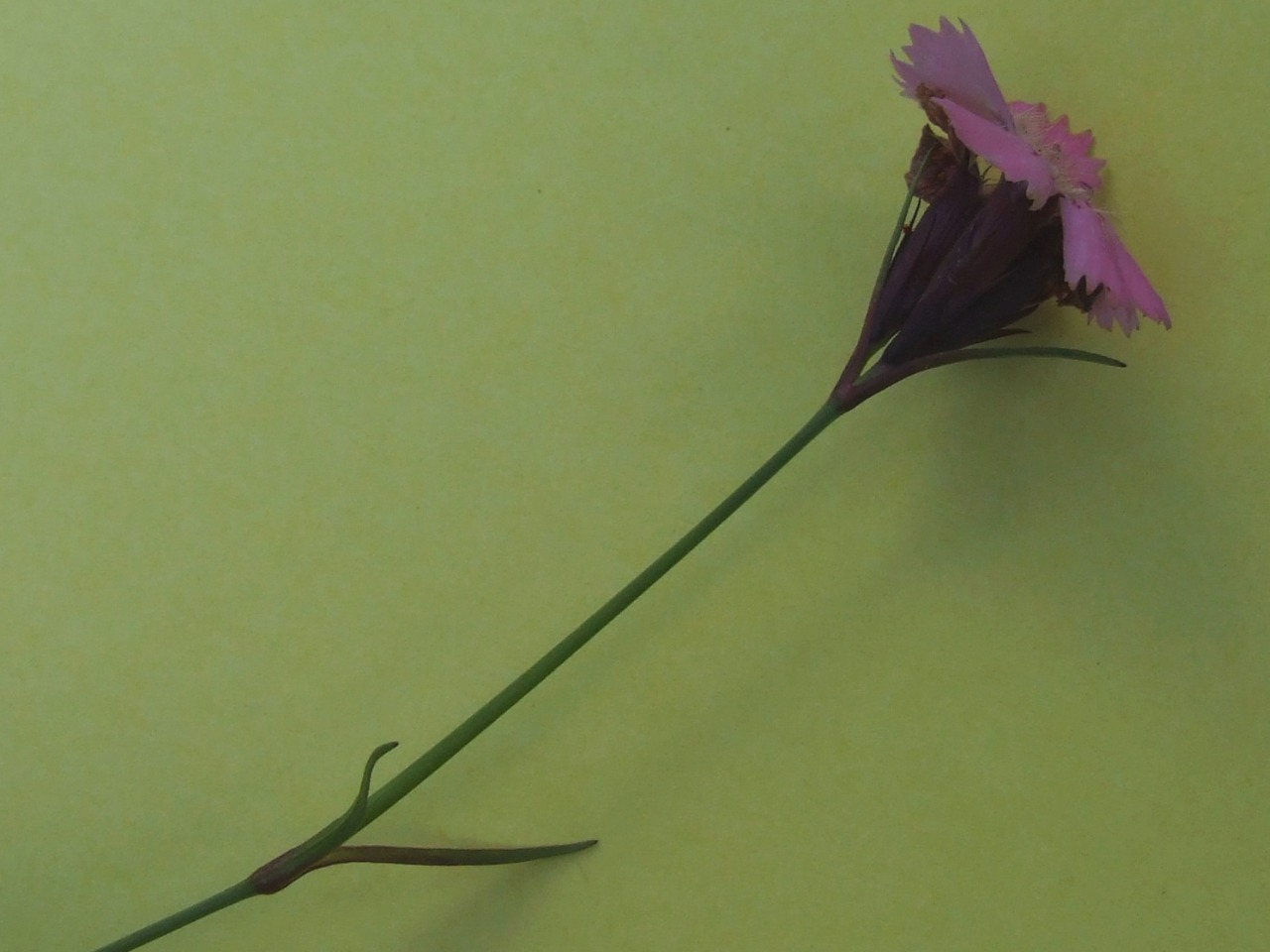
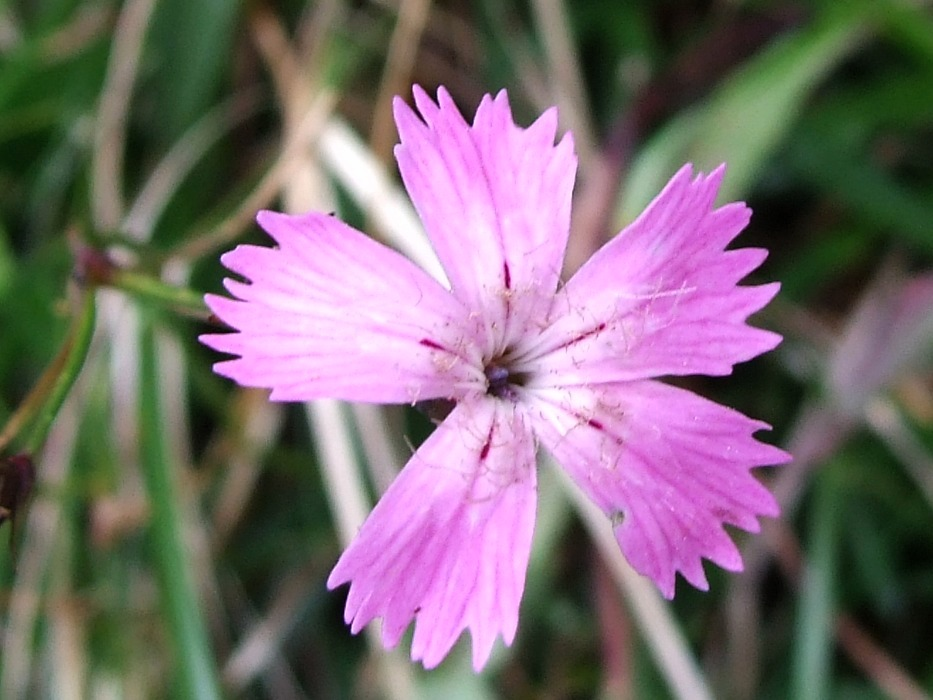
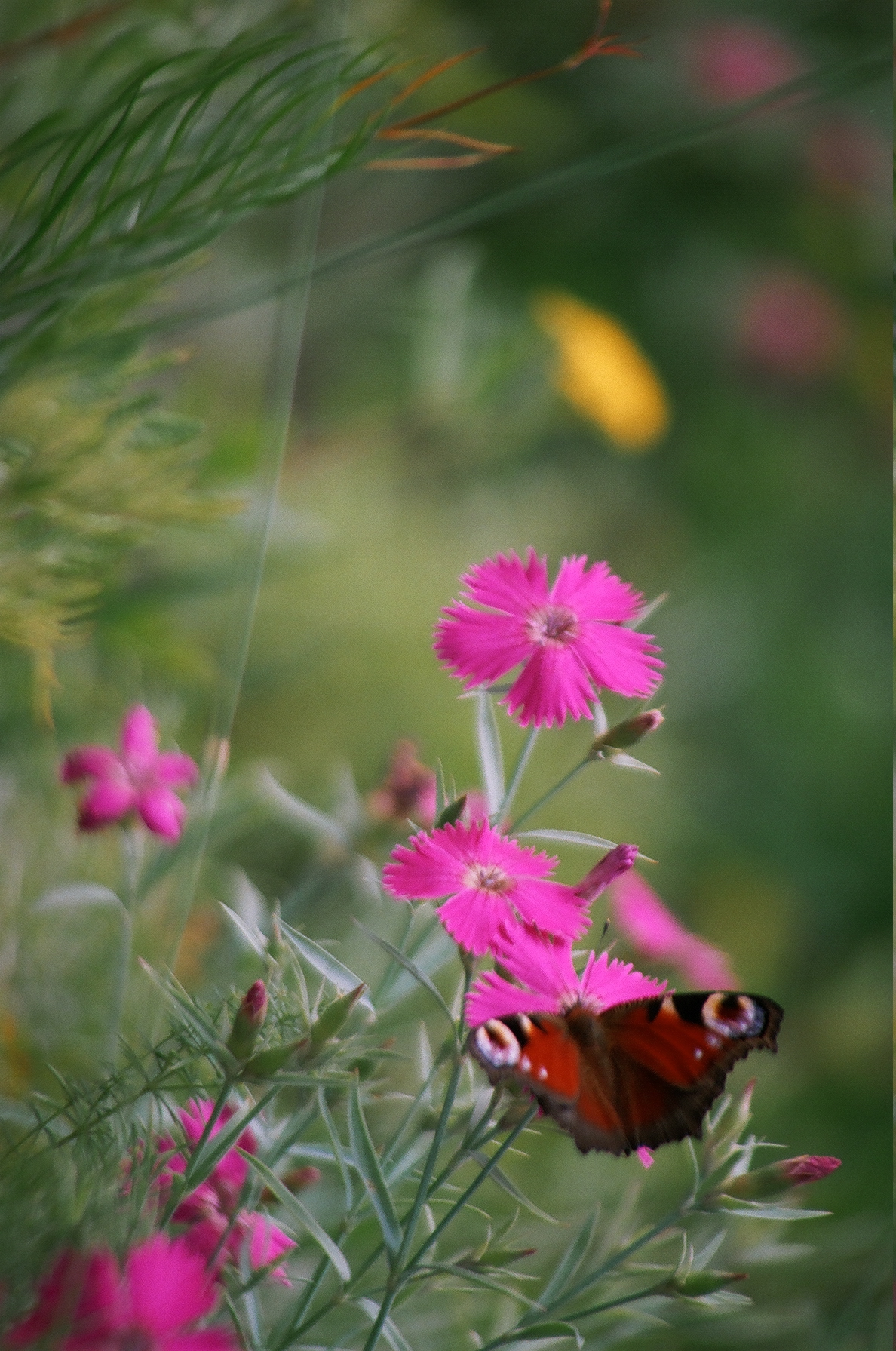